# Saint-Paul-lès-Dax
Saint-Paul-lès-Dax é uma comuna francesa na região administrativa da Nova Aquitânia, no departamento Landes. Estende-se por uma área de 58,35 km². Em 2010 a comuna tinha 13 919 habitantes (densidade: 238,5 hab./km²).